# Yosef Govrin
Yosef Govrin (nascido em 18 de dezembro de 1930; falecido em 04 de junho de 2021) foi um diplomata israelense que serviu no Serviço de Relações Exteriores de Israel entre 1953 e 1995. Foi embaixador na Romênia (1985-1989). Ele também serviu como embaixador na Áustria, Eslovénia, Eslováquia e as Nações Unidas em Viena .

## Biografia
Govrin foi aluno da Universidade Hebraica de Jerusalém, onde recebeu seus diplomas de bacharelado, mestrado e doutorado em História Judaica Contemporânea e Relações Internacionais.
Durante a Segunda Guerra Mundial, ele e sua mãe foram deportados para o campo de concentração da Transnístria  na Ucrânia.

## Publicações

### Livros
1 O fator judeu nas relações entre a Alemanha nazista e a União Soviética (1933-1941) (hebraico), Magnes Press, Universidade Hebraica de Jerusalém, 1986; Inglês, Vallentine-Mitchell Publishers, Londres e Portland, OR, 2009.
2) Relações Israelense-Soviéticas 1953-1967: Do confronto à ruptura (hebraico), Magnes Press da Universidade Hebraica, Jerusalém, 1990; Russo, Progress Press, Moscou, 1994; Inglês, Frank Cass, 1998; Premiado com o Primeiro Ministro de 1991.
3) À sombra da destruição: lembranças da Transnístria e a imigração ilegal para Eretz-Israel (hebraico) Beit Lohamei Haghetaot, 1999; Yiddish, Peretz Press, Tel Aviv, 2002; Inglês, Vallentine Mitchell, Londres e Portland 2007. Romeno, Sub Spectrul Distrugerii, Hasefer, Bucareste, 2007; Alemão, Im Schatten der Vernichtung, Herausgegeben von Erhard Roy Wiehn, Hartung-Gorre Verlag, Konstanz, Alemanha, 2018.
4) Relações israelense-romenas no final da era de Ceausescu: Como observado pelo embaixador de Israel na Romênia 1985-1989 (hebraico) Magnes Press da Universidade Hebraica, Jerusalém, 2001; Inglês, Frank Cass, Londres, 2002; Romeno, Universidade Babes- Bolyai, Cluj-Napoca, Romênia 2007.
5) Relações de Israel com os Estados da Europa Oriental, da ruptura em 1967 à retomada em 1989-1991 (hebraico) Magnes Press da Universidade Hebraica, Jerusalém, 2009; Inglês, Vallentine Mitchell Publishers, Londres, 2010. Árabe, Instituto Egípcio de Publicações e Distribuição, Cairo 2016.
6 Reflexões sobre minha missão embaixador de Israel na Áustria, Eslovênia e Eslováquia, agosto de 1993 a dezembro de 1995 (hebraico) Magnes Press da Universidade Hebraica, Jerusalém, 2016.
7) Co-editor com Moshe Yegar e Arye Oded de: Ministério das Relações Exteriores de Israel: Os primeiros cinquenta anos (hebraico), dois volumes, Keter Press, Jerusalém, 2002.

### Artigos de pesquisa
58 Documentos de Pesquisa sobre Comunidades Judaicas na Diáspora e Relações Exteriores de Israel;
26 Entradas da Enciclopédia (Hebraico) Suplemento ao terceiro volume, Enciclopédia Hebraica, Sifriyat Hapoalim, Jerusalém-Tel Aviv, 1995.